# 레온어

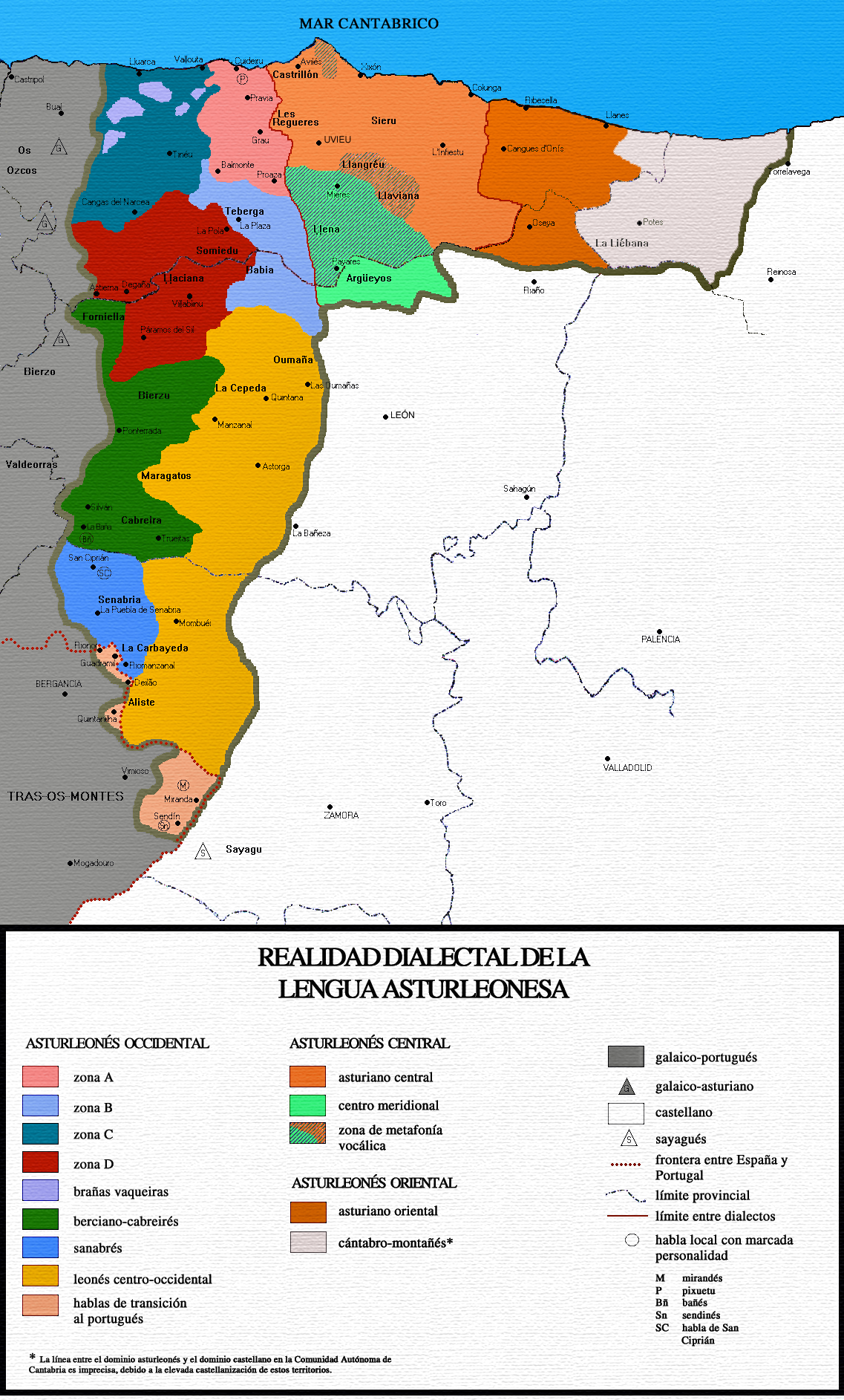

레온어(llionés, Leonese) 또는 레온 방언은 고대 통속 라틴어에서 유래하여 로망스어군으로 발전한 언어로 현재에는 서부 로망스어 계통에 속한다. 카스티야 이 레온 주를 중심으로 스페인의 여러 지역에서 사용된다. 포르투갈에서도 사용자가 분포하며 미란다어와 흡사하다. 아스투리아스어와도 형태상 흡사한 특징을 지닌다.
중세 당시 레온 왕국의 공용어였으며 성문화 과정을 거쳤다. 레온방언은 갈수록 소수 언어로 전락해가고 있으며 유네스코가 지정한 소멸위기언어이다. 레온어 위원회와 지자체 교육위원회를 중심으로 레온어를 되살리려는 노력이 지속되고 있으며 교수 프로그램도 캠페인과 함께 늘어나고 있는 추세다.

## 교육
1990년대 말에 이르러 비공식적으로나마 레온어 교육이 시작됐으며 교육자 육성, 성인대상 교습법이 시행되고 있다. El Fueyu Courses라는 해당 교육 과정은 레온 지방정부와 타결하여 시행되고 있다.
레온 시에서는 2008년 2월 이후로 두 곳의 시내학교에서 정식 언어로 가르치고 있으며 지역 교육위원회에서는 이를 전체 학교로 확대하겠다고 밝혔다.

## 지위
유네스코에서 소멸위기언어로 지정되면서 언어를 지지하는 세력은 거의 없다고 할 수 있으며 그나마 지역 위원회가 나서고 있는 실정이다..
레온 지방 정부는 레온어 교육에 대해 열성적이며 "레온어의 날"을 제정하고 남녀노소 모두 레온어로 작품을 쓸 수 있도록 작품을 공모하고 학습을 장려하고 있다.
레온어는 2007년 성인 대상 교육과정을 편성하는 한편 공식적인 사이트는 모두 레온어를 사용하여 더욱 그 사용빈도를 늘리도록 유도하고 있다. 레온어로 광고를 하는 모습도 흔히 찾아볼 수 있다..

## 같이 보기
- 아스투리아스어
- 미란다어
- 스페인어

## 참고 문헌
- Menéndez Pidal, R.: "El dialecto Leonés". Revista de Archivos, Bibliotecas y Museos, 14. 1906.
- García Gil, Hector (2010). «El asturiano-leonés: aspectos lingüísticos, sociolingüísticos y legislación». Working Papers Collection. Mercator Legislation, Dret i legislació lingüístics. (25). ISSN 2013-102X.
- Academia de la Lengua Asturiana«Normes ortográfiques». 2005. ISBN 978-84-8168-394-3.
- García Arias, Xosé Lluis (2003). Gramática histórica de la lengua asturiana: Fonética, fonología e introducción a la morfosintaxis histórica. Academia de la Llingua Asturiana. ISBN 978-84-8168-341-7.
- González Riaño, Xosé Antón; García Arias, Xosé Lluis (2008). II Estudiu sociollingüísticu de Lleón (Identidá, conciencia d'usu y actitúes llingüístiques de la población lleonesa). Academia de la Llingua Asturiana. ISBN 978-84-8168-448-3.
- Galmés de Fuentes, Álvaro; Catalán, Diego (1960). Trabajos sobre el dominio románico leonés. Editorial Gredos. ISBN 978-84-249-3436-1.
- Linguasphere Register. 1999/2000 Edition. pp. 392. 1999.
- López-Morales, H.: “Elementos leoneses en la lengua del teatro pastoril de los siglos XV y XVI”. Actas del II Congreso Internacional de Hispanistas. Instituto Español de la Universidad de Nimega. Holanda. 1967.
- Staff, E. : "Étude sur l'ancien dialecte léonnais d'après les chartes du XIIIÈ siècle", Uppsala. 1907.
- Gessner, Emil. «Das Altleonesische: Ein Beitrag zur Kenntnis des Altspanischen».
- Hanssen, Friedrich Ludwig Christian (1896). Estudios sobre la conjugación Leonesa. Impr. Cervantes.
- Hanssen, Friedrich Ludwig Christian (1910). «Los infinitivos leoneses del Poema de Alexandre». Bulletin Hispanique (12).
- Krüger, Fritz. El dialecto de San Ciprián de Sanabria. Anejo IV de la RFE. Madrid.
- Morala Rodríguez, Jose Ramón; González-Quevedo, Roberto; Herreras, José Carlos; Borrego, Julio; Egido, María Cristina (2009). El Leonés en el Siglo XXI (Un Romance Milenario ante el Reto de su Normalización). Instituto De La Lengua Castellano Y Leones. ISBN 978-84-936383-8-2.